# ويندوز فون
ويندوز فون  (بالإنجليزية: Windows Phone)‏ نظام تشغيل هواتف ذكي من شركة مايكروسوفت. صدر النظام 21 أكتوبر 2010 في أوروبا، أستراليا، نيوزيلاندا و8 نوفمبر 2010 في الولايات المتحدة وكندا وأخيراً في أسيا أول 2011.
ويندوز فون هو عبارة عن سلسلة من أنظمة تشغيل الهواتف المحمولة التي طورتها مايكروسوفت، وهي خليفة منصة ويندوز موبايل، على الرغم من أنها تتعارض معها.
خلافا لسابقتها، تستهدف في المقام الأول السوق الاستهلاكية بدلا من سوق الشركات. وقد تم إطلاقها لأول مرة في أكتوبر 2010، مع إعلانها في آسيا بعد ذلك في أوائل عام 2011.
وقد كان أحدث إصدار من نظام التشغيل ويندوز فون هو ويندوز فون 10، والذي كان متاحا للمستهلكين منذ 1 سبتمبر 2015. قامت مايكروسوفت من خلال ويندوز فون بإنشاء واجهة مستخدم جديدة، تضم لغة تصميم يطلق عليها لغة التصميم الحديث. بالإضافة إلى ذلك، يتكامل البرنامج مع خدمات الطرف الثالث، وخدمات مايكروسوفت، ويضع الحد الأدنى لمتطلبات الأجهزة التي يعمل عليها.
ويعتبر التغيير الأكثر تميزا هو إعادة تصميم شاشة البداية"Start-Screen" للواجهة «ميترو»، فهناك ثلاثة أحجام للمربعات إما صغرى أووسطى أوكبرى والتحكم في حجم هذه المربعات إما تصغيرها أو تكبيرها، مقارنة بالإصدارات السابقة التي كانت تدعم حجمين إما مستطيل أو مربع.
ومن الخصائص الأخرى، دعم برنامج خرائط «مايكروسوفت» كجزء أساسي داخل النسخة، نظرا للتعاون المشترك بين الشركتين، مع إمكانية تصفح خدمة الخرائط دون الحاجة للاتصال بشبكة الإنترنت.
إلى جانب الاندماج الكامل لبرنامج «سكايب» داخل النسخة، فضلا عن دعمها للمتصفح مايكروسوفت إيدج، لتمنح تجربة تصفح أكثر سرعة، ودعم أفضل لتقنيات الويب الحديثة "HTML5"، وتقنية «جافا سكريبت» أسرع بكثير من الإصدارات السابقة.
كما تقدم مايكروسوفت خصائص مميزة للمستخدمين من فئة رجال الأعمال من ضمنها خاصية تشفير البيانات وميزة الإدارة والتحكم عن بعد، مع خاصية جديدة "Company Hub"، تتيح إدارة العمل داخل المنزل.
إلى ذلك، ذكرت الشركة أن متجر التطبيقات الخاص بها "Marketplace" يتضمن أكثر من 400 ألف تطبيق متاح للتحميل.
تستحوذ شركة ميكروسوفت على الأغلبية الساحقة من مبيعات هواتف ويندوز. وأظهرت بيانات حديثة في شهر مايو أيار 2013 أن الشركة الأمريكية باعت أكثر من 80٪ من كامل هواتف ويندوز تاركة مساحة صغيرة فقط للشركات الأخرى وهي إتش تي سي، سامسونج.
وتتميز أجهزة ميكروسوفت بكاميرا سيلفي عالية الوضوح وتقنيات تصوير جديدة خصوصا هاتفها الأخير ميكروسوفت لوميا 635 الذي يحمل كاميرا تصل دقتها إلى 5 ميغا بكسل، وأيضا بألوانها الجذابة وتصميها المتقن